# Daniel Fonseca
Daniel Fonseca Garis (Montevidéu, 13 de setembro de 1969) é um ex-futebolista uruguaio que jogava como atacante. Trabalha atualmente como empresário de jogadores.

## Carreira

### Clubes
Revelado pelo Nacional, Fonseca jogou apenas 14 partidas pelo clube até 1990, marcando 3 gols. Neste ano, foi contratado pelo Cagliari, iniciando uma trajetória que duraria até 2001, jogando por Napoli, Roma e Juventus durante esse período.
Voltou ao futebol sul-americano em 2001, mas sua passagem pelo River Plate, que durou uma temporada, restringiu-se apenas a um torneio de verão, pois o atacante não disputou nenhuma partida oficial pelos Millonarios. Regressou ao Nacional em 2002, tendo atuado em 5 partidas e marcado 2 gols. Encerrou a carreira no ano seguinte, após jogar apenas 2 partidas pelo Como.

## Seleção Uruguaia
Pela Seleção Uruguaia, El Castor (como é conhecido no Uruguai) disputou 30 jogos entre 1990 e 1997, marcando 11 gols. Esteve presente na Copa de 1990 e da Copa América de 1995, na qual sagrou-se campeão.
Esteve perto de jogar a Copa de 2002, chegando inclusive a ser convocado para amistosos com a Seleção na Ásia (não jogou devido a uma lesão no pé), mas o técnico Víctor Púa deixou o atacante de fora da lista definitiva de 23 atletas que disputariam a competição.

## Títulos
Nacional-URU
- Recopa Sul-Americana:  1989
- Copa Interamericana: 1989
- Primera División: 2002

Juventus
- Serie A: 1997–98
- Supercopa da Itália: 1997
- Taça Intertoto da UEFA: 1999

Seleção do Uruguai
- Copa América: 1995